# Drepatelodes friburgensis
Drepatelodes friburgensis is een vlinder uit de familie van de Apatelodidae. De wetenschappelijke naam van de soort is, als Olceclostera friburgensis, voor het eerst geldig gepubliceerd in 1924 door William Schaus.